# Winninger Uhlen

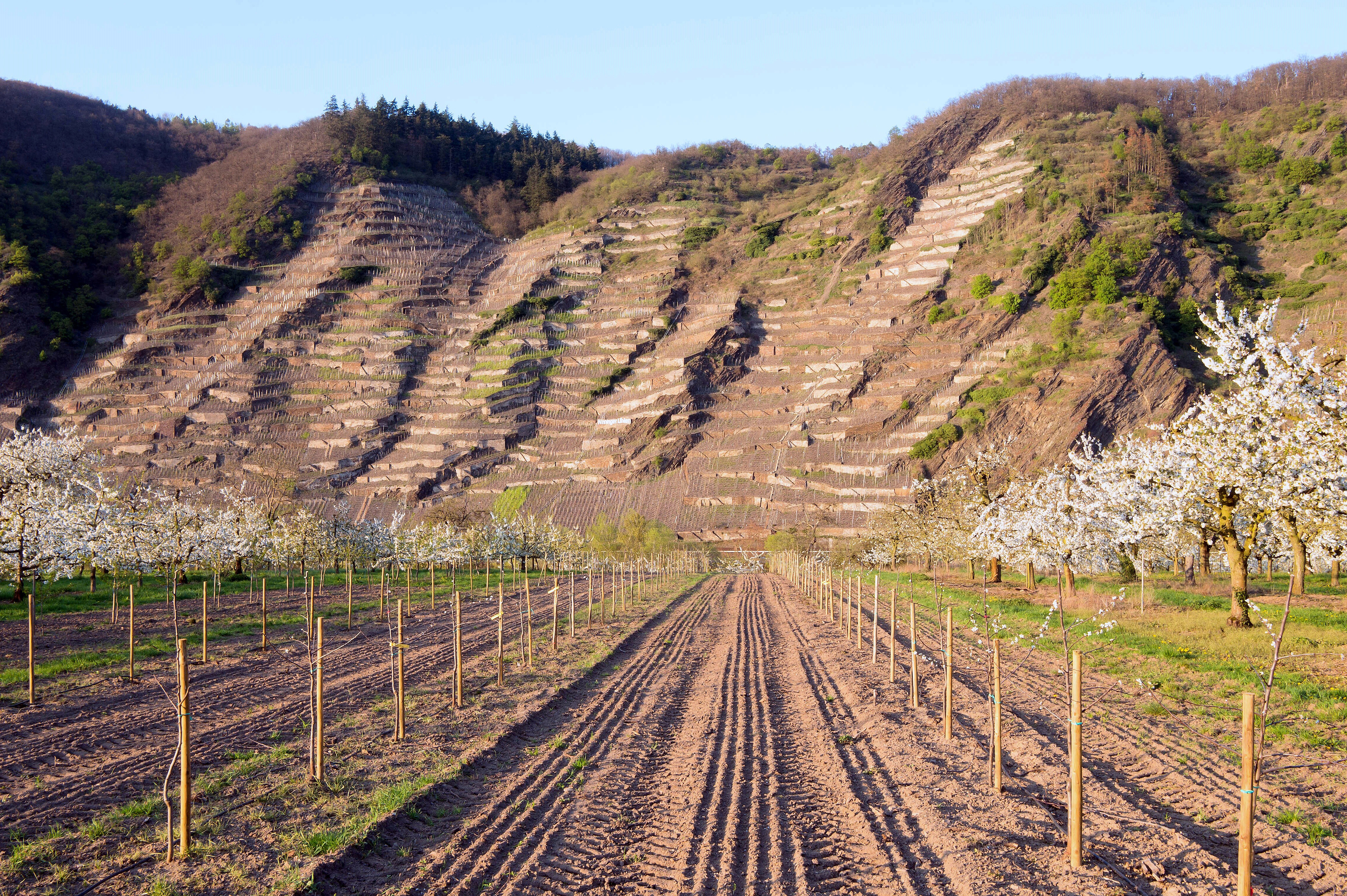
Ein Teil des Koberner und Winninger Uhlen von der gegenüberliegenden Moselseite gesehen.

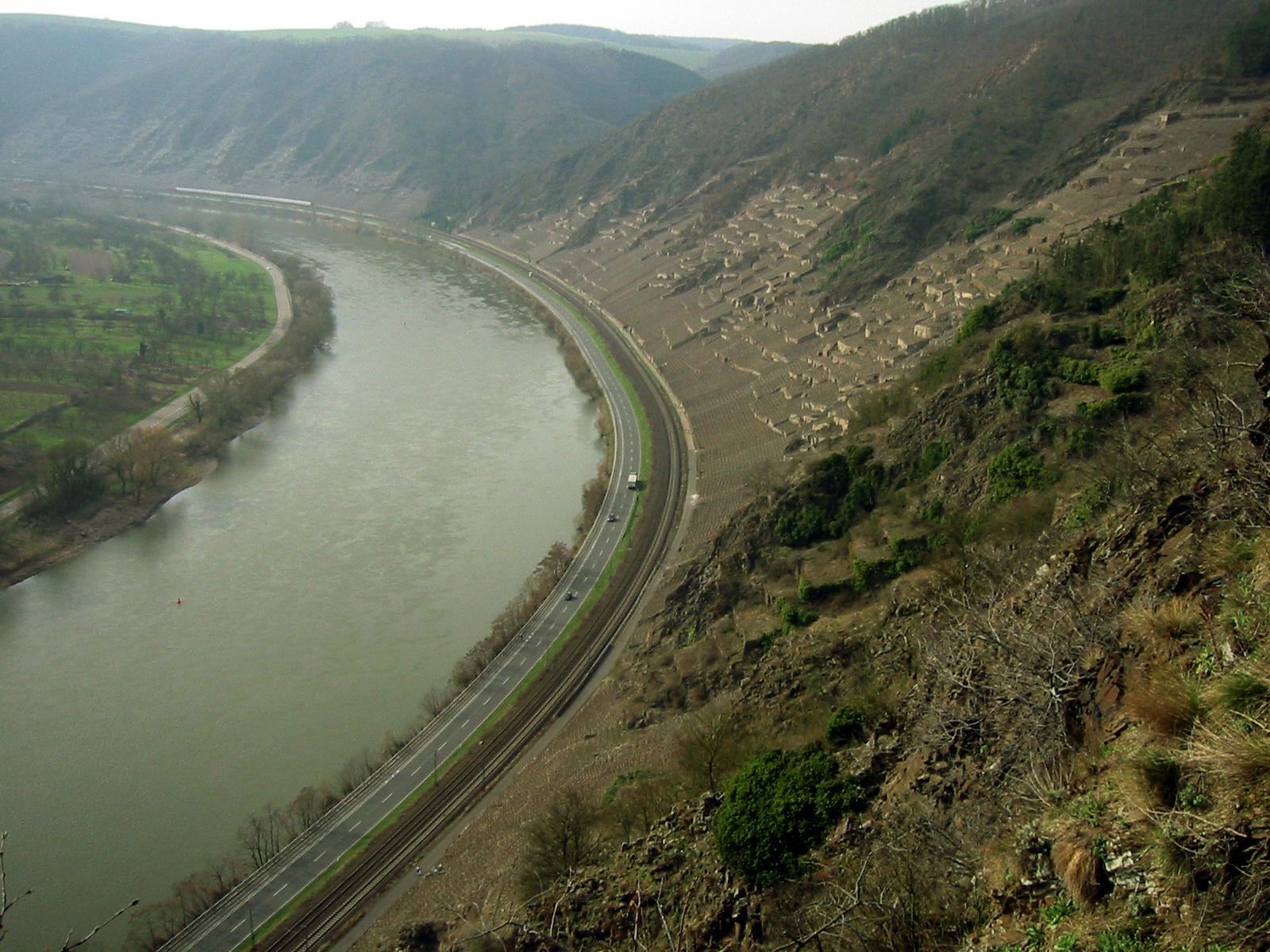
Terrassierte Weinberge der Steillagen Koberner und Winninger Uhlen im März.

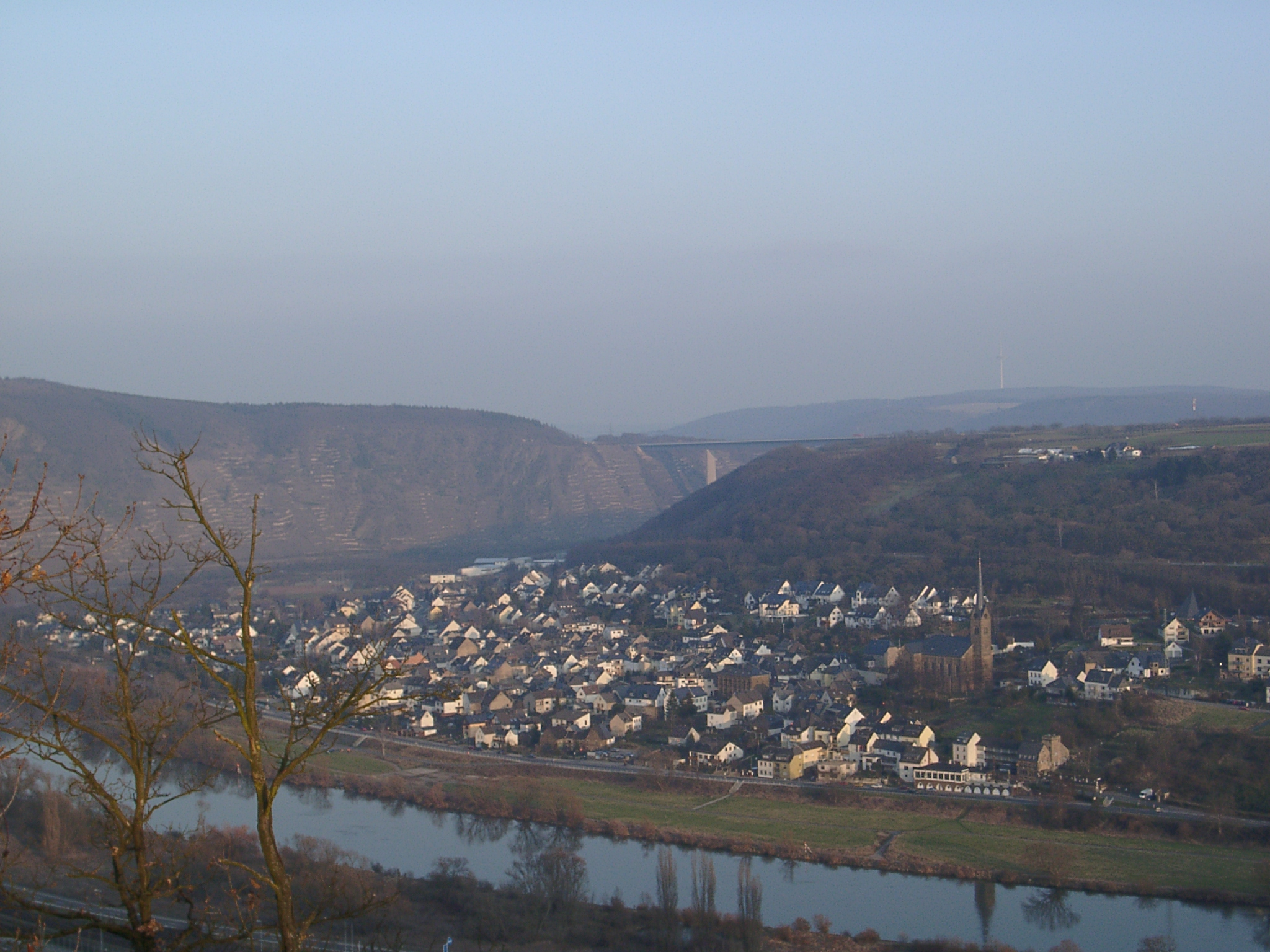
Die Gemeinde Dieblich auf der gegenüberliegenden Moselseite. Im Hintergrund erkennt man die Autobahnbrücke der Bundesautobahn 61 sowie links davon der steile, karge Hang des Koberner und Winninger Uhlen.

Winninger Uhlen bezeichnet einen Teil der ortsübergreifenden Lage Uhlen, der sich im deutschen Weinbaugebiet Mosel über die Gemeinden Kobern-Gondorf und Winningen an der Terrassenmosel erstreckt.
Die Rebfläche im Winninger Uhlen beträgt ungefähr 7 Hektar und der Rebhang liegt auf einer Höhe von 75 bis 210 m ü. NN. Die Steillage (→ Steillagenweinbau) verfügt über eine Steilheit von 50 bis 70 % und ist auf Terrassen angelegt. Die Winzer verwenden die Reberziehungsmethoden Moselpfahl, Trierer Rad, Vertiko und Drahtrahmenerziehung. Wichtigste Rebsorte ist der Riesling. Der Winninger Uhlen liegt in unmittelbarer Nähe der Autobahnbrücke der Bundesautobahn 61.
Innerhalb des Winninger Uhlen verfügen insbesondere die Parzellen Blaufüßer Lay, Laubach (benannt nach den Laubachschichten, ein kalkhaltiger und fossilienreicher Schiefer aus dem Erdzeitalter des Emsium. Die nach dem Ort Laubach benannten Schichten liegen auf den Hohenrhein-Schichten sowie dem Emsquarzit) und Roth Lay (überwiegend auf eisenoxidhaltigem Emsquarzit) über einen guten Namen. Einige Namen spiegeln die Vielfalt der Böden im Winninger Uhlen wider. Neben grauem und blauem Schiefer findet man Sandsteine mit hohem Eisenoxidanteil, aber auch Kalksteinbänder und Quarzite. Der Gesteinsanteil liegt bei über 50 Prozent. Aus dieser Weinlage gehen große Weine hervor, unter vielen anderen auch Beerenauslesen, Trockenbeerenauslesen und Eisweine. Allgemein zeichnet sich der Riesling des Uhlen durch Finesse, Mineralität und ein kräftiges Säurespiel aus.
5 von ca. 14,6 ha des gesamten Uhlen sind im Besitz des VDP-Weingutes Heymann-Löwenstein in Winningen.